# Колесники (Хиславичский район)
Колесники — деревня в Хиславичском районе Смоленской области России. Входит в состав Колесниковского сельского поселения. Население — 35 жителей (2007 год). 
Расположена в юго-западной части области в 18 км к юго-западу от Хиславичей, в 52 км западнее автодороги А141 Орёл — Витебск, на берегу реки Городня. В 52 км восточнее деревни расположена железнодорожная станция Стодолище на линии Смоленск — Рославль.

## История
В годы Великой Отечественной войны деревня была оккупирована гитлеровскими войсками в июле 1941 года, освобождена в сентябре 1943 года.

## Достопримечательности
- Вознесенская церковь, воздвигнута в XVII веке - деревня Колесники ( в н.в. недействующая)